# Luca Brecel
Luca Brecel, född den 8 mars 1995 i Dilsen-Stokkem, är en belgisk professionell snookerspelare.

## Amatörkarriär

### 2009
- Brecel blir den yngste europeiske U19-mästaren, endast 14 år gammal.[2]
- Kvartsfinal i World Series of Snooker där han förlorade mot Graeme Dott.[3]
- Besegrade världs-12:an Joe Perry i Paul Hunter Classic.[4]

### 2010
- 14 år gammal vann Brecel över tidigare världsmästaren Stephen Hendry i en uppvisningsmatch.[5]
- Vann belgiska mästerskapet som den yngste någonsin.[6]
- Brecel fick ett wild card till proffstouren 2011/2012.[7]
- En av åtta spelare i det första Power Snooker-mästerskapet.[8]
- Utnämnd till Årets idrottstalang i Belgien 2010.[9]

## Proffskarriär

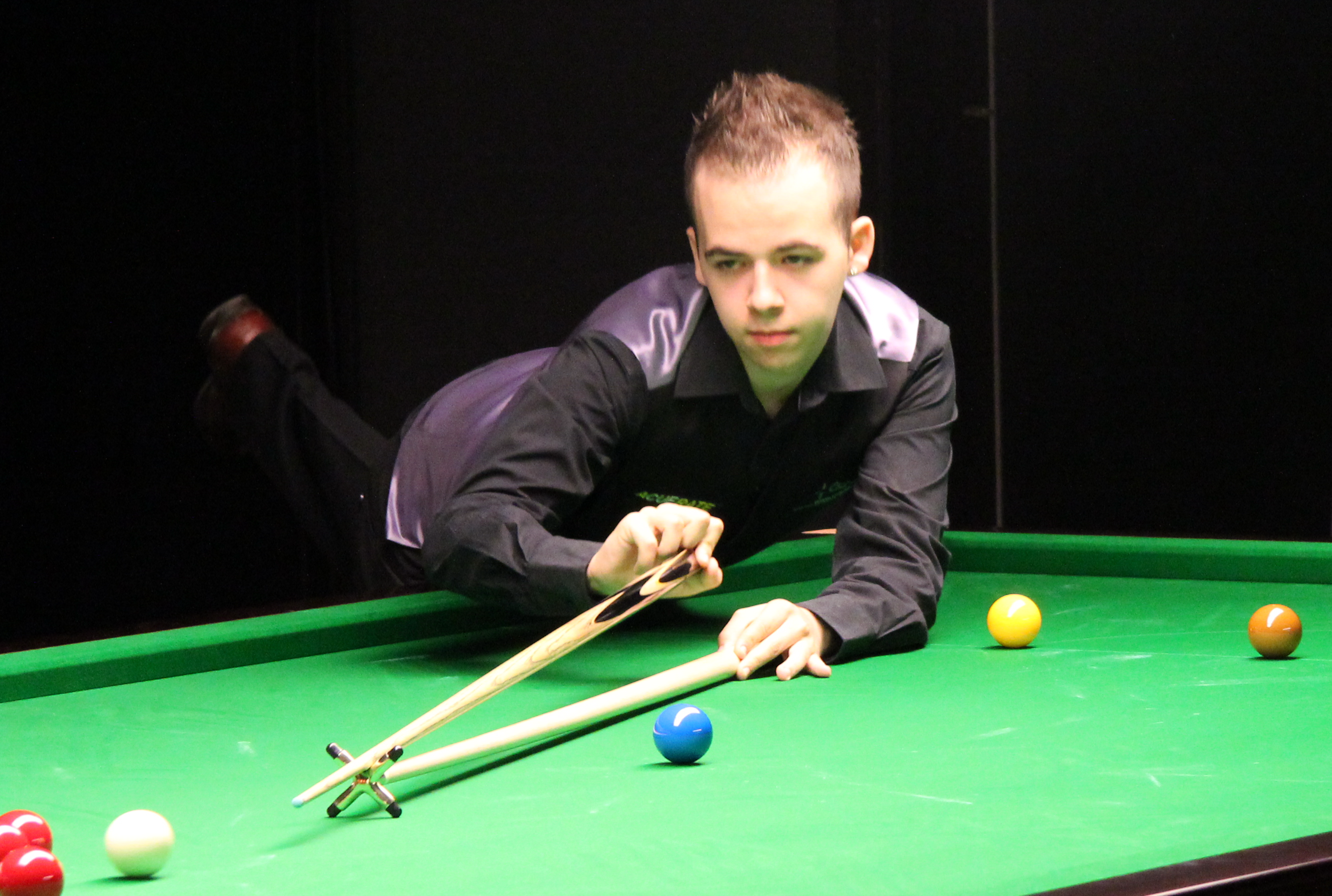
Brecel 2011 då han var 16 år.

### 2011/2012
- Brecel blir professionell spelare och besegrar Anthony Hamilton i sin första officiella professionella match.[9]
- Första 147-breaket satt i en amatörtävling.[10]
- Blir den yngste någonsin att kvalificera sig för världsmästerskapet.[11]
- Efter att ha hamnat utanför topp-64 på världsrankingen – vilket automatiskt ger en plats till nästa säsong på proffstouren – fick Brecel ett tvåårigt wild card på touren.[12]
- Utnämnd till Årets nykomling vid World Snookers årliga prisceremoni.[13]
- Slutade sin första säsong på proffstouren som nummer 82 på rankinglistan.

### 2012/2013
- Kom till åttondelsfinalen i första PTC-tävlingen för säsongen men förlorade mot Judd Trump med 4–1.[14]
- Vann sin första match i en rankingturnering efter att ha kvalat in till UK Championship 2012. Segern mot Ricky Walden följdes upp av en seger mot Mark King innan han förlorade i kvartsfinalen mot Shaun Murphy.[15]
- Slutade sin andra säsong på proffstouren som nummer 72 på rankinglistan.

### 2013/2014

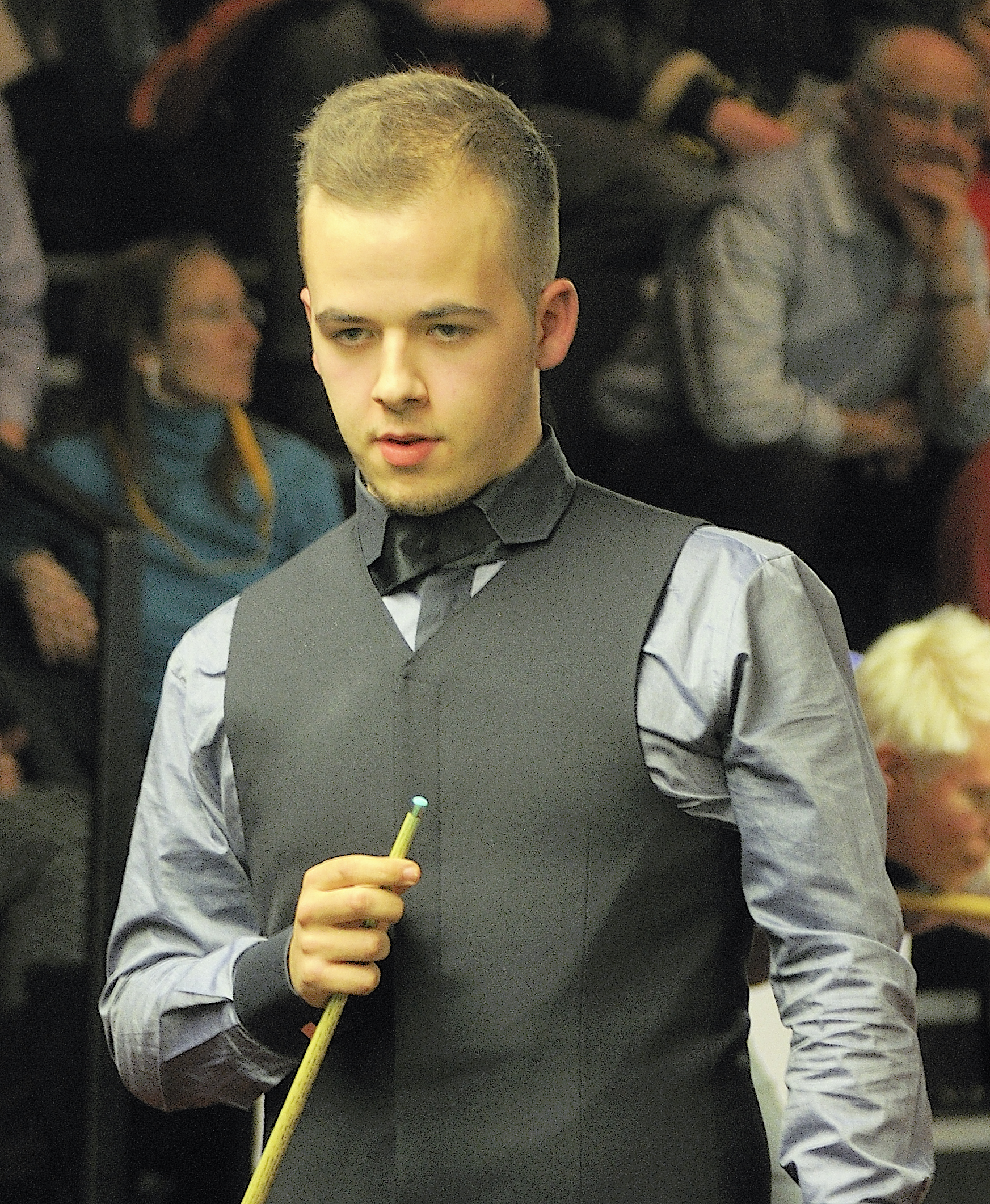
Luca Brecel i German Masters 2014.

- Nådde kvartsfinalen i PTC-tävlingen Ruhr Open.
- Deltog i UK Championship 2013 som en av de 128 i topp på rankingen men åkte ut redan i andra omgången.[16]
- Deltog i German Masters 2014 efter att ha kvalat in men förlorade direkt i första omgången.[17]
- Deltog i Welsh Open 2014 men åkte ut i första omgången.[17]
- Deltog i World Open 2014 men åkte ut i första omgången.[17]
- Deltog i China Open 2014 och nådde åttondelsfinalen där Graeme Dott blev honom övermäktig.[18]
- Slutade sin tredje säsong på proffstouren som nummer 63 på rankinglistan.

### 2014/2015
- Kvalificerade sig för Australian Open 2014 men förlorade i första omgången.[19]
- Deltog i UK Championship 2014 där han åkte ut i andra omgången.[20]
- Gick till semifinal i Welsh Open 2015, den dittills bästa placeringen i en rankingturnering.[21]
- Kvalificerade sig för första gången till Players Tour Championships Grand Finale där han dock åkte ut i första omgången.
- Slutade sin fjärde säsong på proffstouren som nummer 44 på rankinglistan.

### 2022/2023
- Vann VM i snooker för första gången och blev därmed första spelaren från Kontinentaleuropa att lyckas med detta.

## Titlar

### Rankingtitlar
- China Championship - 2017
- Scottish Open - 2021
- Championship League - 2022
- VM i snooker - 2023

### Övriga titlar
- Championship League - 2020 (juni)